# Liste von Militärs
Die Liste von Militärs führt zu den Biografien der Angehörigen des Militärwesens sämtlicher Zeiträume und Regionen. Aus der Gruppe der Monarchen sind dabei nur diejenigen aufgeführt, die eine gewisse Bedeutung im Militärwesen erlangt haben, wie Kaiser Napoleon Bonaparte und Friedrich der Große.
Die Liste ist auf mehrere Unterseiten, sortiert nach Familiennamen, verteilt, welche über die folgenden Verweise erreicht werden können.